# Quintanilla del Monte (Redecilla del Campo)
Quintanilla del Monte, también conocida como Quintanilla del Monte en Rioja para distinguirla de Quintanilla del Monte en Juarros, es una localidad situada en la provincia de Burgos, comunidad autónoma de Castilla y León (España), comarca de Montes de Oca, partido judicial de Burgos, ayuntamiento de Redecilla del Campo.

## Geografía
Al este de la comarca en el límite con La Rioja y a escasa distancia de la carretera  N-120  que coincide con el Camino de Santiago, accediendo desde Villamayor del Río.
Bañada por el río Valorio afluente del Tirón por su margen derecha.

## Situación administrativa
En las elecciones locales de 2023 correspondientes a esta Entidad Local Menor salió elegida,  ANA MARIA DE LA CRUZ .

## Historia
Lo más interesante de la historia de Quintanilla es que en sus inmediaciones estuvo Buradón. Buradón es nombre y topónimo de un asentamiento de origen íbero, o en todo caso celtíbero; su nombre hace referencia al dios íbero Vorovio, que de una manera u otra está presente en toda la comarca (de ahí proviene “vureva”).
Vorovio era el dios íbero de los bosques y los montes –¿sería el dios de los Montes de Ayago?–. Es de interés recordar aquí, por esa vinculación con el bosque y el arbolado, que el poeta hispanorromano Marcial se refiere en su obra (4,55,23) a que en Buradón había un robledal sagrado.
Es citado también en el Fuero de Cerezo de Río Tirón (10 de enero de 1151) como “Sanctus Johannes de Buradon”, lo que indica que para esa fecha ya estaba bajo la jurisdicción de dicho fuero.
Cuando Jovellanos escribe en su diario, nada más pasar por Redecilla del Camino, nos dice: «... y a la derecha, Buradon, casa con dos campanas y encomienda de San Juan». Perteneció, en efecto, a la Orden Hospitalaria de San Juan de Jerusalén, Orden de Malta. Esto nos indicaría que Buradón estuvo en pie al menos hasta finales del siglo XVIII; probablemente hasta las desamortizaciones de los liberales del siglo XIX (Real Decreto de 1 de mayo de 1848 establece: «Artículo 1°. Se declaran en venta todos los bienes raíces, censos, rentas, derechos y acciones de las Encomiendas de la orden de San Juan de Jerusalén».). Esa puede ser fecha de la progresiva desaparición, ruina y abandono de la Encomienda de Buradón.
Lugar en el partido de Santo Domingo de la Calzada, con jurisdicción de señorío ejercida por el duque de Frías que nombraba su regidor pedáneo.
A la caída del Antiguo Régimen queda constituida como ayuntamiento constitucional del mismo nombre en el partido de Belorado, región de Castilla la Vieja, contaba entonces con 71 habitantes.

## Curiosidades
A los pies de «La Dehesa» hay una ermita en la que se aloja la Virgen de la Blanca, de mucha devoción entre los habitantes de la localidad. 
Las fiestas de la localidad son el 2º fin de semana de septiembre, y se hace una procesión en la que se lleva a la Virgen de la iglesia a la ermita, es el tornaviaje del 15 de mayo, en que se lleva la efigie de la ermita a la iglesia. 
Dispone en la actualidad de un magnífico albergue privado para los peregrinos del Camino de Santiago, con habitaciones mucho menos masificadas que los demás albergues (calefacción, agua caliente, y buena restauración....)